# ライベクーヘン
ライベクーヘン (ドイツ語：Raibekuchen、 listen) は、ドイツのポテトパンケーキである。カートッフェルプッファー（ドイツ語：Kartoffelpuffer ( listen)とも呼ばれる。ドイツの多くの地域で一般的な料理であるが、「ライベクーヘン」という名前はラインラント地方に特徴的である。ライベクーヘンはリンゴソースやプンパーニッケルパン、トレークル、あるいはネスレ社の発売するマギーブランドのソースと共に供されることがある。ドイツでは、ライベクーヘンはクリスマスマーケットなどの露店でよく売られている。
リーフクークスケス（オランダ語：Riefkuukskes ( listen)として、隣国オランダのヘルダーラント州でも郷土料理とされている。